# پیرسال (تگزاس)
پیرسال، تگزاس (به انگلیسی: Pearsall, Texas) یک شهر در ایالات متحده آمریکا با جمعیت ۷٬۱۵۷ نفر است که در تگزاس واقع شده‌است.

## موقعیت جغرافیایی
موقعیت جغرافیایی شهرها و مناطق اطراف به شرح زیر است: